# ЖИГ-резонатор
ЖИГ-резонатор, резонатор на железо-иттриевом гранате — резонатор
СВЧ-диапазона на основе ферромагнитного резонанса в железо-иттриевом гранате (сокр. ЖИГ).

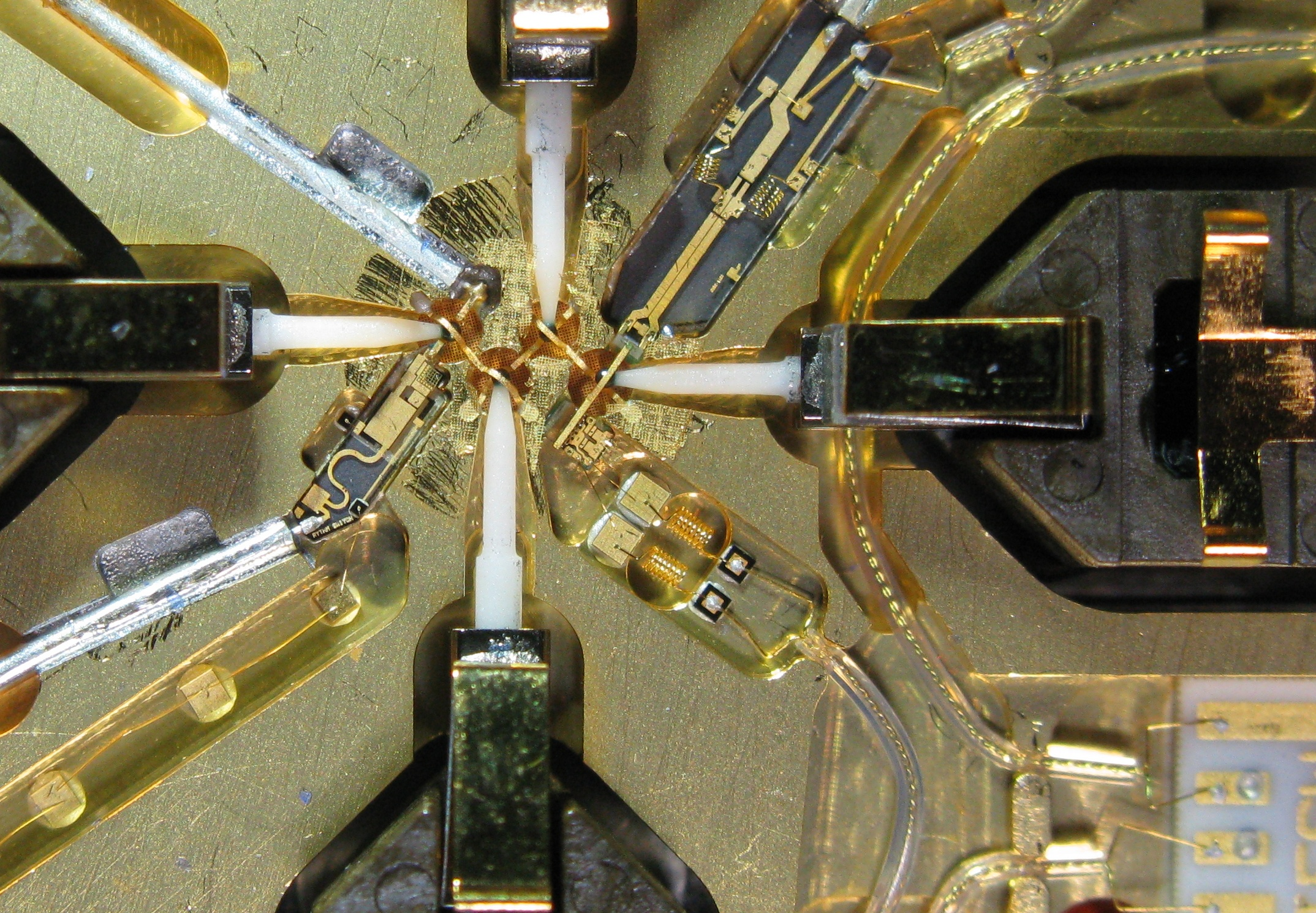
Смеситель на гармониках, перестраиваемый YIG-фильтром, со снятой крышкой и магнитной системой. 4-каскадный YIG фильтр хорошо виден в левой верхней части снимка.

ЖИГ-резонаторы имеют исключительно высокую добротность (2…3⋅103),
при этом способны перестраиваться по частоте в широком диапазоне (в некоторых
конструкциях — больше декады, в большинстве практических конструкций — порядка октавы).

## Применение
На основе ЖИГ-резонаторов строятся перестраиваемые генераторы и фильтры СВЧ-диапазона.
ЖИГ-генераторы используются в качестве гетеродинов анализаторов спектра и генераторов стандартных сигналов, благодаря сочетанию способности к перестройке в широком диапазоне и
малых фазовых шумов. Фильтры, построенные на основе ЖИГ-резонаторов, находят применение
в качестве преселекторов высококачественных приёмников СВЧ-диапазона, в составе широкополосных умножителей частоты.

## Устройство и принципы работы
Работа ЖИГ-резонаторов основана на явлении ферромагнитного резонанса (резонанса прецессионного движения спиновых моментов электронов) в монокристаллах феррита — железо-иттриевого граната. От прочих ферритов, в которых также проявляются аналогичные резонансные явления, ЖИГ отличается малыми потерями различного происхождения, что и объясняет высокую добротность. Частота резонанса с высокой степенью линейности пропорциональна внешнему магнитному полю, что и позволяет осуществлять перестройку резонатора, и не зависит от размера образца, что позволяет сделать резонатор весьма малым.

Упрощённая схема цепи связи ЖИГ-резонатора с микрополосковой схемой

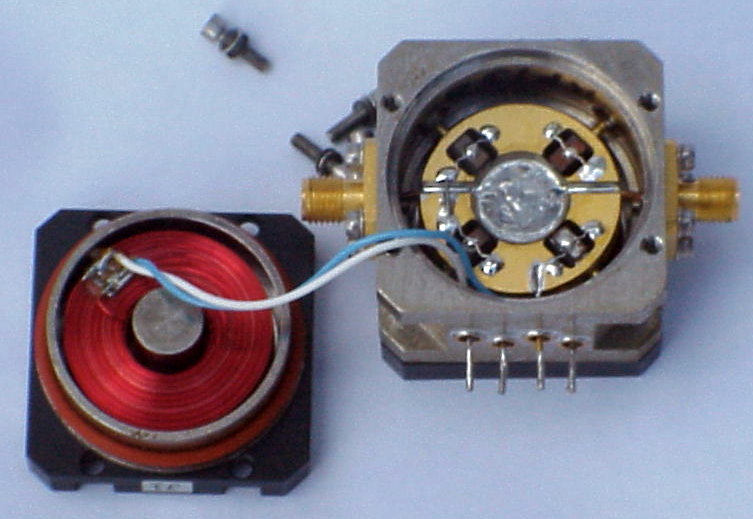
Открытый ЖИГ фильтр

Из-за сильной зависимости резонанса от формы, резонирующий элемент обычно оформляется в виде сферы (редко — диска) диаметром около 0,5 мм, с хорошо обработанной поверхностью.
Для использования в качестве фильтра связь с резонатором осуществляется, как правило, двумя взаимно перпендикулярными индуктивными полупетлями, одна из которых соединяется с входом фильтра, другая — с выходом. Резонатор помещается между полупетлями, на держателе из материала с хорошей теплопроводностью. На нерезонансных частотах ЖИГ ведёт себя как диэлектрик и связь между линиями отсутствует в силу их перпендикулярности. На частотах, близких к резонансу возникают компоненты поля, обеспечивающие сильную связь входной и выходной цепей. В случае использования резонатора в составе генератора можно обойтись одной петлёй связи, что упрощает конструкцию.
На аналогичном принципе действует фильтр с резонатором в окне между перпендикулярными волноводами.
Резонатор с цепями связи помещается в магнитную систему, обеспечивающую подмагничивание. Как правило, система состоит из двух соленоидов (один для создания основного поля, другой, с меньшим числом витков, для обеспечения модуляции поля) и постоянного магнита (для уменьшения потребления тока основным соленоидом).